# Banūr
Banūr är en ort i Indien.   Den ligger i distriktet Patiala och delstaten Punjab, i den norra delen av landet, 220 km norr om huvudstaden New Delhi. Banūr ligger 287 meter över havet och antalet invånare är 17 349.
Terrängen runt Banūr är mycket platt. Runt Banūr är det tätbefolkat, med 709 invånare per kvadratkilometer. Närmaste större samhälle är Mohali, 14,0 km norr om Banūr. Trakten runt Banūr består till största delen av jordbruksmark.